# Kosuke Nakamachi
Kosuke Nakamachi (中町 公祐, Nakamachi Kosuke) est un footballeur japonais né le 1er septembre 1985. Il évolue au poste de milieu de terrain.

## Biographie
Kosuke Nakamachi commence sa carrière professionnelle au Shonan Bellmare, équipe de J-League 2.
En 2010, il rejoint le club de l'Avispa Fukuoka. Avec cette équipe, il obtient la promotion en J-League 1. Il officie comme capitaine de l'équipe.
En 2012, Nakamachi rejoint le club des Yokohama F. Marinos.

## Palmarès
- Coupe du japon : 2013